# Buková (Pravonín)
Buková je malá vesnice, část obce Pravonín v okrese Benešov. Nachází se asi 2,5 km na jih od Pravonína. V roce 2009 zde bylo evidováno 22 adres. Buková leží v katastrálním území Tisek o výměře 2,6 km².

## Historie
První písemná zmínka o vesnici pochází z roku 1381.

## Galerie

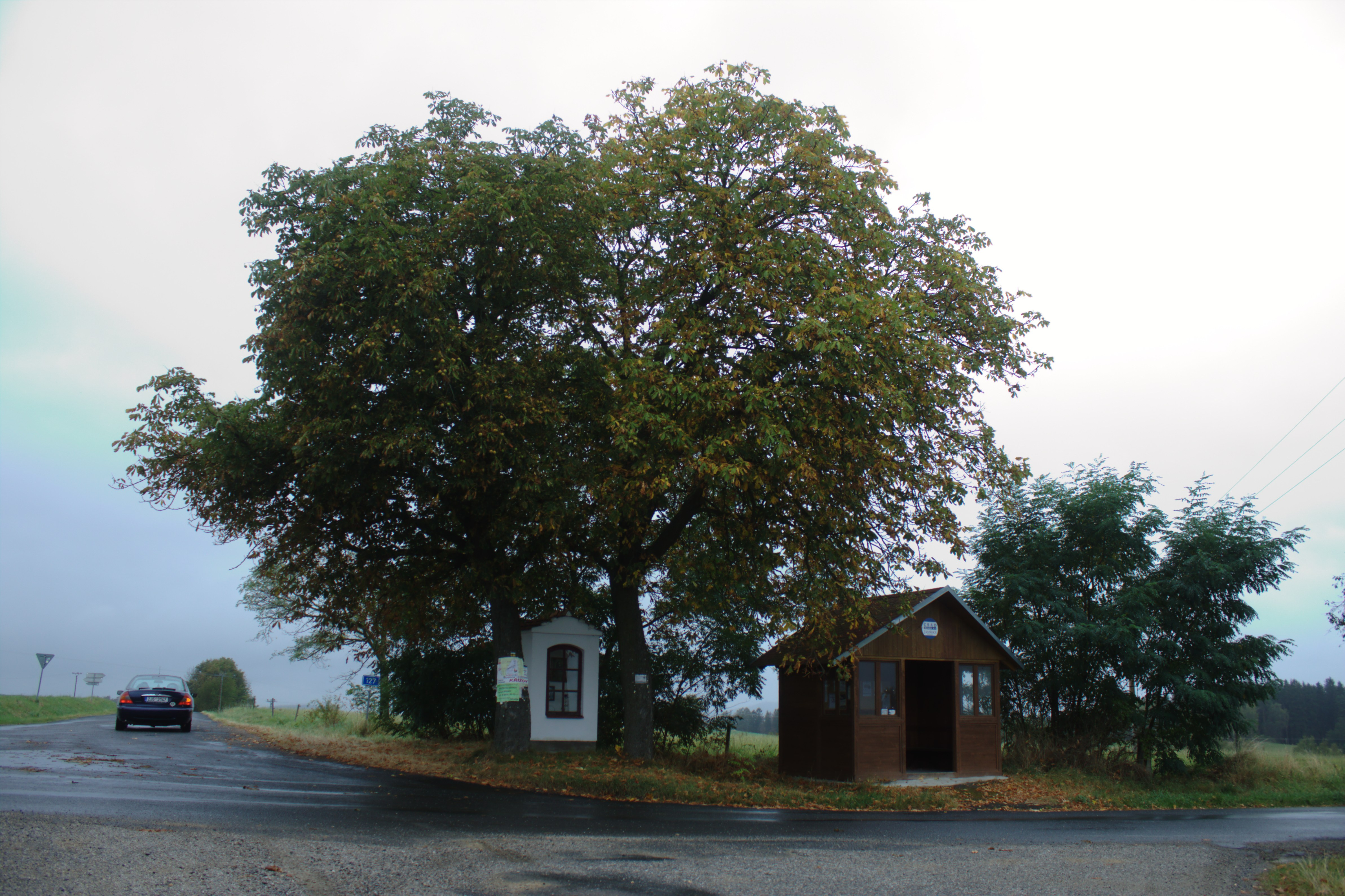
Křižovatka
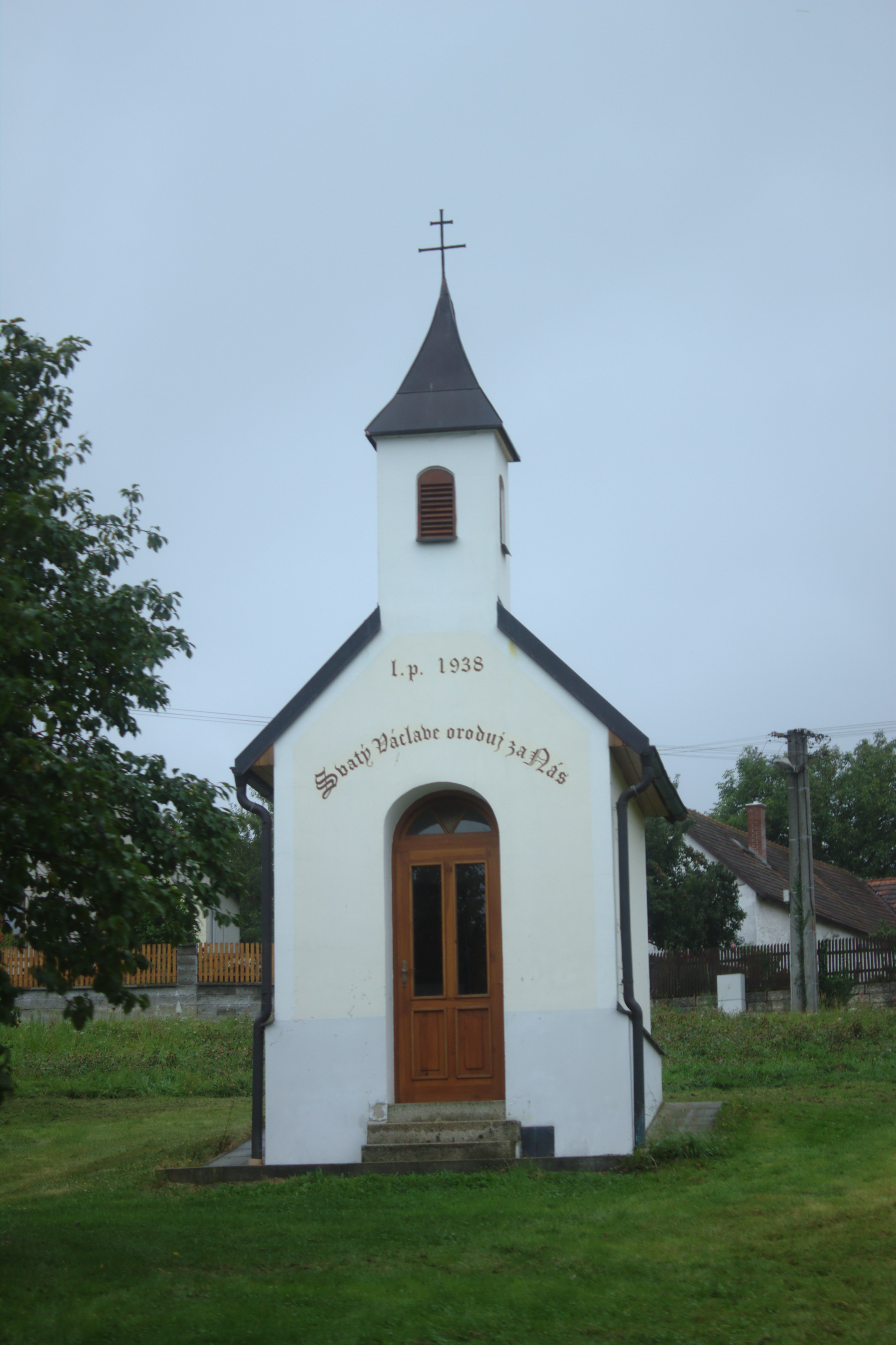
Kaplička
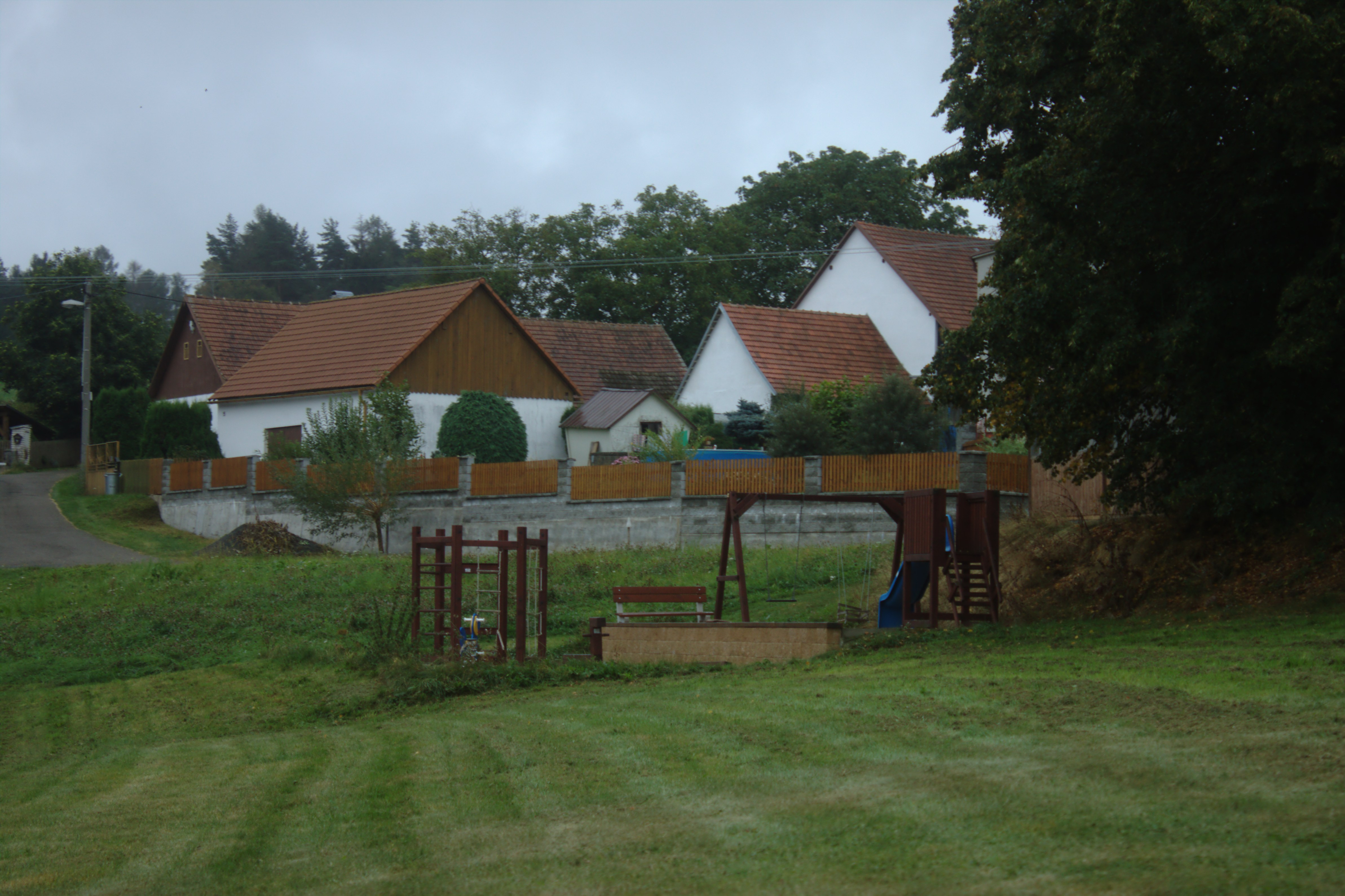
Dětské hřiště